# 城市豐收教會

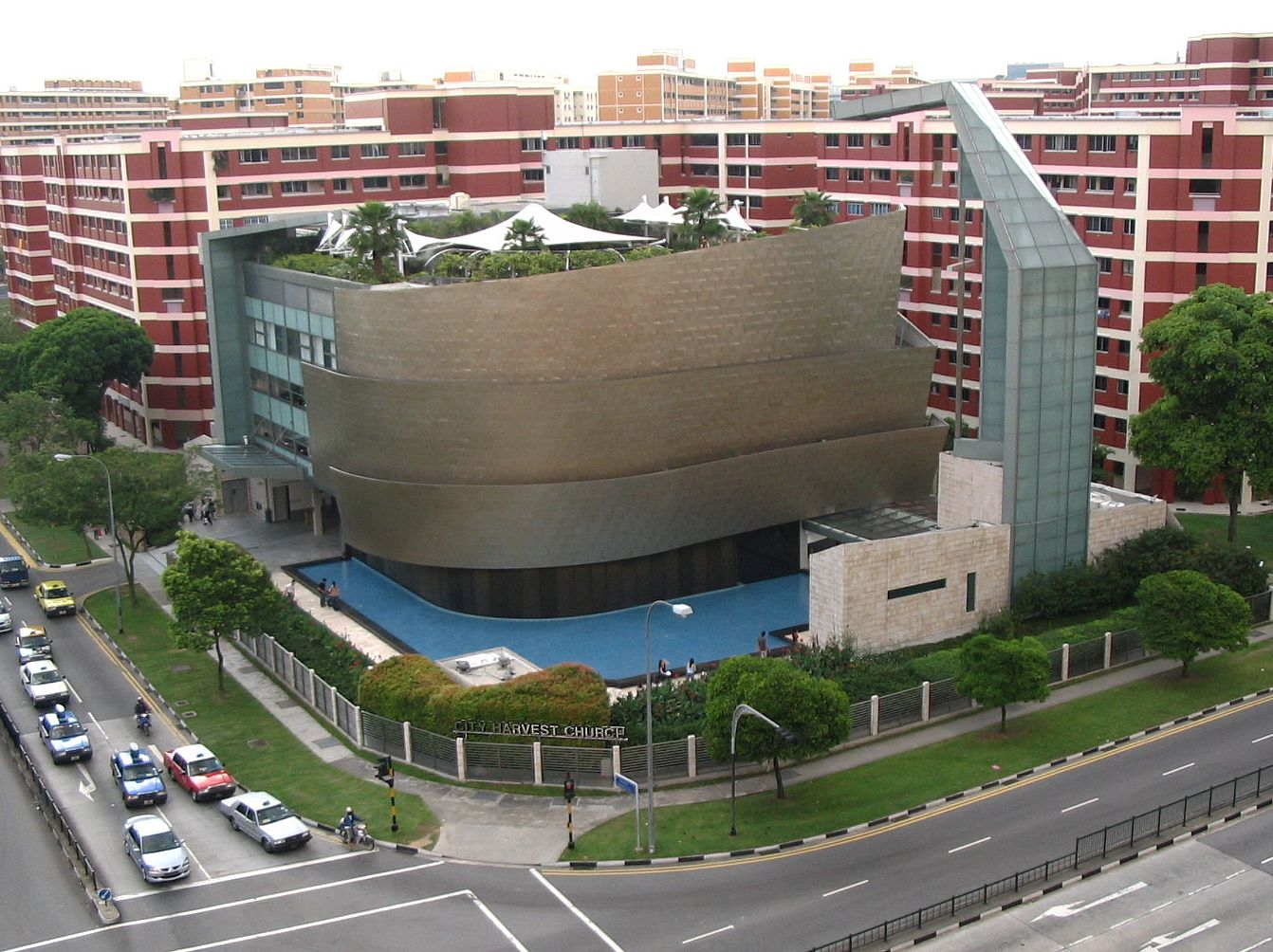
城市豐收教會在新加坡裕廊西的大樓。

城市豐收教會（City Harvest Church，縮寫為 CHC）是一間位於新加坡的基督教新教教會，1989年5月7日由牧師康希等人創辦，是一個無宗派的基督教信仰機構。以靈恩派與五旬節派的教導為根基，建立他們的價值觀，教義方面則看重強調大誡命、大使命與文化職任。它的會眾當中共有廿四種不同國籍。
城市豐收教會是新加坡最大獨立教會，總計有超過兩萬四千名會友。在2007年的城市豐收聖誕節慶聚會中，更創下了五萬一千多人的最高出席紀錄。該教會是新加坡基督教協進會（National Council of Churches in Singapore）、新加坡福音聯誼會（Evangelical Fellowship of Singapore）和讚美節慶團契（Festival of Praise Fellowship）的主要會員。CHC的聚會會址不只一處，每個週末分別在兩個地點：裕廊西與新達城新加坡國際會議展覽中心六樓，舉行多場、多種語言的聚會。城市豐收教會也在新加坡開辦許多宗教機構，如：聖經學院、社會關懷服務社、教育中心、基督教電視部門、表演藝術學校以及企業人士的職場事工。
海外方面，CHC與亞洲許多教會與神學院有密切的合作關係，每年共同舉辦許多特會與研習會。《靈恩雜誌》曾形容它是「亞洲最大的教會之一」。

## 使命宣言
此教會的使命宣言為：「建立一間強盛的教會，其間充滿信心與清潔的屬靈氣氛，每個會友都參與服事，門訓他們遵守神的大誡命，完成主的大使命。」
除了使命宣言之外，城市豐收教會還有十七條信心宣言，這些宣言成為他們教導會眾的基礎，和其他事工的根基。

## 歷史
城市豐收教會由康希帶著廿人於1989年5月7日所創辦。早期，CHC在不同的地點聚會，如加東公園飯店、職總大會堂、環境部大樓、全國生產力委員會大會堂、中央飯店、烏節飯店、世貿中心以及威斯汀飯店等。
1995年6月4日，CHC租下位於丹戎加東路的前好萊塢戲院，並在接下來的六年使用那裡聚會。到2001年12月15日，教會搬到位於裕廊西91街那棟有2,300座位的永久會所。2005年12月11日，他們再租用新加坡博覽中心第八展廳，作為另一處聚會的地點，好容納不斷增長的會眾人數。從2007年12月2日起，CHC在裕廊西會堂加開了週六與主日的英文聚會各一場，使每週英文聚會次數增加到四場。
2004年4月29日，城市豐收得到ISO9001:2000的認證，肯定其品質管理與過程管理的成果。
城市豐收教會目前每週的聚會已經達到24,000的出席人數。. 會眾當中，有55%年齡低於廿五。 教會並有卅六個義務事工，由會友自由參與服事。

## 同工
教會共有十二位牧師傳道，其中五位是經過按牧的牧師。除此之外，教會還有127位全職同工，分別在兩個地點工作：裕廊西的教會會所，以及位於新達城的行政辦公室。

## 每週聚會
教會每週有許多不同的聚會，分別有英文、中文、福建話、廣東話、與印尼文聚會。另外每週還有特別為兒童及心智障礙人士安排的聚會。

## 附屬機構
城市豐收聖經訓練中心 
城市豐收聖經訓練中心（CHBTC）創辦於1994年，目的要訓練牧師、宣教士和教會同工，好建立亞洲的地方教會。它與奧勒羅勃士大學（Oral Roberts University）結盟，提供五個月的全修課程及進階神學證明書。過去十二年來，已經有來自三十多個國家的兩千多名畢業生，修讀完這裡的課程而畢業。
CHBTC的使命宣言：城市豐收聖經訓練中心致力於提供高品質、符合國際水準的神學與實務訓練課程，能在教義和實務操練上裝備學生好執行教會的事工。在規劃的每個課程當中，我們尋求去理解並滿足學生的要求與需要，更期能啟發、影響及發揮每個學生最高的潛能。
城市豐收社會關懷服務社 
城市豐收社會關懷服務社（CHCSA）目前共有七名全職員工，並於1997年8月16日登記為合法社團（ROS 162/97WEL）。它也在2000年1月7日受到國家福利理事會（National Council of Social Service）的肯定，成為正式會員。CHCSA的社長由唐德瑞（Derek John Dunn）先生擔任。2004年4月29日，CHCSA得到ISO9001:2000的認證。在2005年一年之中，CHCSA共幫助了16,624位案主，其中有5,860位需要定期的扶助。
城市豐收教育中心 
經由新加坡社會發展、青年及體育部（MCYS） 贊助，城市豐收教育中心（CHEC）自2002年起，正式於教育部登記為合法私立學校。CHEC的目的是要「為劍橋GCE ‘N’水準與‘O’水準的私人報考學生，提供有效、價格合理的教育服務。」2006年，CHEC的學生就佔了新加坡‘O’水準私人考生的7%，CHEC也是新加坡第一間學校提供GCE ‘O’水準的舞蹈課程。CHEC最引人注意的，是他們採用創新的教學風格，來協助無法適應主流學校的學生；另外就是這間學校擁有全新加坡最年輕的學校校長。.
 O學校 
O學校這間表演藝術中心，是由MCYS的《關懷企業創業基金》（ComCare Enterprise Fund）所贊助的社會企業。O學校的開辦，有三項社會目標：
1. 為城市豐收教育中心籌募基金，作為低收入學生的獎助學金。
2. 使用舞蹈這種友善的方式，作為接觸邊緣青少年的橋樑。
3. 為年輕人提供訓練及就業安排。

## 文化

### 細胞小組
細胞小組（Cell Group，CG）是此教會服事會友的主要部分。小組聚會的時間，是會友以小團體的方式聚集，一起敬拜、禱告與查經。這樣的聚會通常是一週一次，由小組長決定聚會日期，地點可能遍佈新加坡全國。目前CHC共有600位小組長，有些組長甚至帶領兩個以上的小組。大部分的小組長都是教會裡的平信徒，他們經過教會的門徒訓練和領袖訓練之後拔擢成為組長。
照CHC主任牧師表示，當教會在人數上增長得越來越大，「細胞小組成為最適宜的場合來進行有效的門訓。」在那裡，會友能在小型的場地當中，和其他基督徒建立起緊密、親近的關係。

### 宣教
CHC在新加坡、馬來西亞、印尼、印度、斯里蘭卡、台灣、日本和澳洲等地，共有50間隸屬或合作的教會與神學院。2005年當中，CHC共差派了292梯短宣隊，到海外幫助各處的基督教機構。

### 錄製與舞台作品
如同大多數靈恩派教會，CHC使用現代的音樂和方式來讚美敬拜，台上有詩班，環境較類似搖滾演唱會並配有相關樂器伴奏。它同時擁有強大的戲劇團隊，來呈現舞台劇的表演。
- 1994 : 絕處逢生（Against All Odds, CD 專輯）
- 1995 : 紀念我們（Remember Us, CD 專輯）
- 1996 : 生命（Life, CD 專輯）
- 1997 : Moments（CD 專輯）
- 2000 : 未來（Future, CD 專輯）
- 2001 : 天使──「新加坡的故事」（Angel—"The Story Of Singapore", 舞台劇）
- 2002 : 巨星達康（Megastar.com, 舞台劇）
- 2005 : 中秋情緣（Mid-Autumn's Love, 舞台劇）
- 2005 : 十字架（Cross, CD 專輯, DVD） [17]
- 2006 : 脫穎而出（Emerge, DVD）
- 2006 : 榮耀（Glory, DVD）
- 2007 : 最愛第一輯（First Vol. I, 中文 DVD）
- 2007 : 最愛第二輯（First Vol. II, 中文 DVD）
- 2007 : 命定（Destiny, 單曲CD）
- 2007 : 突破（Breakaway, CD 專輯）
- 2009 : 城市之光（Light of the City, CD 專輯）

```
        Fly High（CD 專輯）
        Writings On The Walls（CD 專輯）
```

- 2010 : Reign, CD 專輯
- 2011 : My Devotion（CD 專輯）
- 2016 : Draw Me（CD 專輯）
- 2016 : No One Like You（CD 專輯）
- 2017 : My Beloved（CD 專輯）
- 2020 : You Bore the Waves（CD 專輯）
- 2020 : Behind Closed Doors Vol.I（CD 演奏專輯）
- 2020 : Behind Closed Doors Vol.II（CD 演奏專輯）

### 廣播
2004年，每個週末教會將聚會經由電腦網路轉播，可傳送到131個國家近578,560個收視戶，而實際觀賞收視戶也達到11,126間。教會同時也製作了三十分鐘的電視節目《豐收時刻》，登上十三個有線電視網及衛星網路，可接觸的收視人口高達6億3千7百萬。《豐收時刻》因轉播地點之不同，各有英文原版及中文翻譯版的節目播出。

### 出版[19]
教會所出版的季刊《豐收時代》（創刊於1999年），閱讀率已達到六萬人次。
在2006年，《豐收時代》首度發行國際中文版，其閱讀率將近四萬五千人。

## 獎項[19]
- 2002 : 第三屆年度廿大智慧發明獎（3rd Annual Intelligent20 Award）  [21]
- 2004 : ISO 9001:2000 國際認證[1] [2]
- 2005 : 點選瀏覽獎（Hitwise Award） – 在社會人文的宗教類當中，得到最多人拜訪網站的排行第一
- 2006 : 點選瀏覽獎（Hitwise Award） – 在社會人文的宗教類當中，得到最多人拜訪網站的排行第一[22]
- 2007 : 點選瀏覽獎（Hitwise Award） – 在社會人文的宗教類當中，得到最多人拜訪網站的排行第一

## 脫穎而出青年特會
城市豐收教會所主辦的脫穎而出特會，是年度性、為期四天的青年特會。2007年，共有來自16個國家總計8,830位青年領袖及與會代表參加這場特會。CHC也在每一年於馬來西亞和台灣共同舉辦兩地的脫穎而出特會。其中包含了61種競賽項目，如：拼字比賽、數學馬拉松、話語大能、歌唱比賽、講道比賽、部落格設計、短片、化妝與服裝設計、極度運動等等。2007年脫穎而出在5月31日的開幕晚會，更登上GOOD TV，對200多個國家與地區的一億二千二百多萬的收視戶「現場」播送。

## 教會建築
位於裕廊西91街的教會建築完工於2002年。建築費用共花費新幣四千八百萬（約合二千六百六十萬美元），會堂座位可容納2,300人。
這間亞洲首座鈦金屬外牆建築，造型仿效西班牙畢爾包的古根漢美術館（Guggenheim Museum in Bilbao, Spain）。建築當中使用的部分大理石，特別專程由歐洲進口。建築前方世界級的噴泉水牆，夜間有特別設計的燈光照明。建築內並設有200個停車位。
一樓大廳部分設計有內嵌式平面電視螢幕，播放當地的電視節目，或過往的聚會內容。內部還有咖啡座、屋頂空中花園、兒童遊樂區、淺水池、浸禮池，甚至還有一小塊綠草坪供高爾夫迷練球推杆。整個頂樓天台都設有水冷式風扇吹送涼爽水霧，以消去日間的燠熱。洗手間的設施，也是特別出於法國設計師菲利史達克（Philippe Starck）之手。
大會堂平面面積達到1,700平方尺，完全沒有任何樑柱的阻隔。舞台後方設有兩間藝人化妝室，舞台設計則出自設計大師丹恩漢斯（紐約佳士得藝術品拍賣廳即出自此大師之手）的創意，舞台後方懸掛有高亮度的大型LED螢幕。
自2005年12月15日起，CHC開始租用新加坡博覽中心第八展廳作為另一處聚會地點，其場地最多可容納8,100的出席人數。

## 教會事件

### 刑事背信案件
康希牧師與其他5名教會成員，被控在2007年到2009年間挪用公款2400萬新加坡元（約5億6千萬元新台幣/1億4千萬港幣），藉口用來購買債券，實際上用以資助康希牧師之妻何耀珊的歌唱事業；在教會的會計發現此事後，康希等人再度挪用公款2660万新加坡元，假裝購回債券。2012年，遭新加坡檢方逮捕後起訴。康希稱他挪用資金，資助何燿珊出專輯，是為了傳福音，以及為教會進行投資，但不被法官採信。2015年10月21日，新加坡國家法院首席法官施奇恩判決康希等6人，侵吞11.6億元公款，罪名成立。康希等6人提起上訴，於2017年4月上诉结果為刑期大约减半，同月開始服刑。